# Rejon kościukowicki
Rejon kościukowicki (rejon kostiukowicki, biał. Касьцюковіцкі раён) – rejon we wschodniej Białorusi, w obwodzie mohylewskim. Leży na terenie dawnego powiatu klimowickiego.